# الدكتور الإفريقي

## الدكتور الأفريقي
```
 الدكتور الأفريقي
```

المخرج: جوليان رامبالدي.
المنتج: بولين دوهولت.
```
أوليفييه ديلبوسك.
```

مارك ميسونير.
سيناريو: جوليان رامبالدي.
```
كاميني 
```

بينوا جرافين
```
موسيقى:
 ايمانويل رامبالدي.
```

تصوير سينمائي: يانيك ريسيجي.
تعديل: افيليو بيريرا.
```
شركات الإنتاج: أفلام E.D.I.
```

أفلام موانا.
أفلام كوريوزا.
سيني فرانس.
مجموعة تي أف 1.
```
توزيع:
 مارس فيلمز.
```

تاريخ الصدور: 8 يونيو 2016
مدة العرض: 96 دقيقة.
البلد: فرنسا.
اللغة الأصلية: اللغة الفرنسية.
الإيرادات: 4.4 مليون دولار.
الدكتور الأفريقي أو باللغة الفرنسية (Bienvenue à Marly-Gomont)هو فيلم كوميدي-دراما فرنسي صدر في عام 2016 استنادا على حياة والد الموسيقي كاميني وشارك كاميني أيضا بكتابته واخرجه جوليان رامبالدي ومن بطولة مارك زينقا وأيسي مايغا.

## القصة
أنهى سيولو زانتوكو شهادته الجامعية في كلية الطب بفرنسا حيث كان هو الفتى الأفريقي الوحيد في فصله وفي محيط أصدقائه. بعدما أنهى دراسته رفض عرض وظيفي في زائير كطبيب خاص للرئيس موبوتو سيسي سيكو ليتجنب الفساد في دولته. بدلا من ذلك قام عمدة قرية صغيرة تدعى مارلي جومونت في شمال فرنسا بتوظيفه ولكن خاب ظنه وظن عائلته (زوجته آن واطفاله الأثنان سيفي وكاميني) انهم سيعيشون في قرية ريفية بعيدًا عن رفاهية باريس الصاخبة، اختار العيش في فرنسا ليضمن أفضل تعليم لأبنائه وبنفس الوقت ليتقدم بطلب الجنسية الفرنسية كما يُعاني سيولو وعائلته من التأقلم في حياتهم الجديدة حيث أن المواطنين غير مألوفين بالأفريقيين ويخشون من الأشخاص الجدد. يتعرض الأطفال للتنمر في المدرسة وعيادة سيولو لا تنجح لأن المحليون عندما يحتاجون إلى طبيب يفضلون الذهاب إلى القرية التالية بدلا من زيارة «مشعوذ» على حد قولهم. يدخل سيولو وآن في مشادة حادة أمام أهالي القرية فيوعدها على مضض انهم سينتقلون بعد مدة إلى بروكسل المدينة التي يعيش فيها أقاربهم. على أي حال يفوز سيولو وعائلته بثقة المواطنين وتصبح عيادته ناجحة عندما يُولِد امرأة مزارع في القرية.
```
عندما يشتهر سيولو وتتحسن سمعته يخبر العمدة انه يرغب في البقاء في مارلي جومونت لمدة طويلة وفي نفس الليلة يذهب العمدة وزوجته إلى منزل الزانتوكوز للعشاء فيخبرهم بأنه سعيد لأن سيولو سيبقى في القرية، تنصدم آن من سماع الخبر وتغضب لأنه وعدها بأنهم سينتقلون إلى بروكسل ولم يخبرها انه وافق على طلب العمدة للبقاء في القرية فترحل إلى بروكسل وتبقى مع عائلتها وتصبح علاقة الزوجان في خطر.
```

وفي الوقت ذاته في مارلي جومونت تعتقل الشرطة الفرنسية سيولو لأن لديه مخالفات تتعلق الهجرة قبل أيام قليلة فقط من إصدار الموافقة على الجنسية الفرنسية ويُجبر على أن يترك العمل. في نهاية المطاف تعود آن إلى القرية وتوافق على الإقامة مع سيولو ولكن الأمل الوحيد لدى سيولو وعائلته هو أن يتم انتخاب العمدة الحالي مرة أخرى لأن منافسه لافين يتحكم بالأًصوات ومصمم على الفوز وإيقاف سيولو عن العمل ويُفضل أن يعين بداله طبيب فرنسي الأًصل على أي حال يكتشف الجميع أن سيفي لاعب كرة موهوب فيسرق قلوب سكان القرية لأنه استطاع وبمفردة أن يحرز تقدم الفريق المحلي في الدوري فيعُد سيولو وعائلته خطة ليظهروا لأهالي القرية أن إذا لافين فاز في الانتخابات سيضطرون إلى مغادرة القرية يغضب أهالي القرية من فكرة خسارة لاعبهم الموهوب فيظهرون للتصويت وتتم إعادة انتخاب عمدتهم الحالي في نهاية الفيلم قام الأطفال بتمثيل مسرحية وصول سيولو وعائلته وكيف تقبلهم الجميع في النهاية وكيف انهم محبوبين من الكل في القرية (عدا لافين الذي رحل قبل أن تنتهي المسرحية) وأخيرا تفُتح عيادة سيولو من جديد وتبقى العائلة في القرية.

## طاقم التمثيل
•	مارك زينغا بدور سيولو زانتوكو.
•	أيسي مايغا بدور آن زانتوكو.
•	بايرون ليبلي بدور كاميني زانتوكو.
•	ميدينا ديارا بدور سيفي زانتوكو.
•	روفس بدور جين.
•	جوناثان لامبرت بدور لافين.

## وصلات خارجية
- الدكتور الأفريقي على موقع IMDb (الإنجليزية)
- الدكتور الأفريقي على موقع نتفليكس (الإنجليزية)
- الدكتور الأفريقي على موقع ألو سيني (الفرنسية)
- الدكتور الأفريقي على موقع فيلمافينيتي (الإسبانية)
- الدكتور الأفريقي على موقع قاعدة بيانات الفيلم (الإنجليزية)
- الدكتور الأفريقي على موقع ليتربوكسد (الإنجليزية)
- الدكتور الأفريقي على موقع كينوبويسك (الروسية)

الدكتور الأفريقي في قاعدة بيانات الأفلام على الإنترنت.
1. 1 2 3 4 5 6 7 8  مذكور في: الدكتور الأفريقي. تاريخ النشر: 2016.
2. ↑  "قاعدة بيانات الأفلام على الإنترنت" (بالإنجليزية). Retrieved 2017-01-27.{{استشهاد ويب}}:  صيانة الاستشهاد: لغة غير مدعومة (link)